# Philipp Grimm (SS-Mitglied)

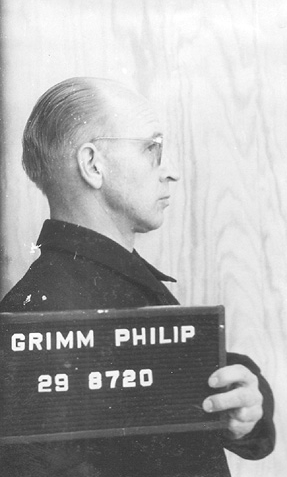
Foto von 1947

Friedrich Philipp Eduard Grimm (* 1. April 1909 in Zwiesel; † 16. April 1984 in Bayreuth) war ein deutscher SS-Obersturmführer und als Arbeitseinsatzführer in den Konzentrationslagern Buchenwald, Sachsenhausen und Neuengamme eingesetzt.

## Leben
Grimm absolvierte nach seiner Schullaufbahn eine Bäcker- und Konditorlehre, die er 1927 abschloss. Anschließend war er Volontär in einer Nürnberger Papierfabrik und machte danach eine kaufmännische Ausbildung, die er 1931 beendete. Danach war er kurzzeitig als Autoverkäufer tätig und übernahm 1932 die „Weinstube Grimm“ seiner Eltern in Bayreuth.
Grimm trat zum 1. Juni 1930 der NSDAP (Mitgliedsnummer 247.809) und Anfang März 1933 der Schutzstaffel (SS-Nr. 75.948) bei. Ab 1937 war er hauptamtlich bei der SS innerhalb der Verwaltung tätig. Grimm erhielt 1939 eine verwaltungsspezifische Ausbildung an der SS-Verwaltungsschule in Berlin und wurde anschließend Kassen- und stellvertretender Verwaltungsführer bei einer SS-Totenkopfstandarte.
Von Anfang Oktober 1940 an war Grimm zunächst als Haushaltsführer im KZ Buchenwald und danach bis Ende November 1942 als dortiger Arbeitseinsatzführer eingesetzt.  Anschließend war Grimm als Arbeitseinsatzführer im KZ Sachsenhausen und danach im SS-Wirtschafts- und Verwaltungshauptamt, Amtsgruppe D, Amt II, tätig. Des Weiteren gehörte er danach dem Kommandanturstab des KZ Plaszow an. Von Juli 1944 bis zum März 1945 fungierte Grimm als Arbeitseinsatzführer im KZ Neuengamme. Aus Neuengamme wurden seitens der Abteilung Arbeitseinsatz ab Ende 1944 keine KZ-Häftlinge mehr in Außenlager vermittelt: „Herr Grimm erklärte einleitend, dass es unvorteilhaft wäre, wenn wir von den bei uns befindlichen Häftlingen nach Neuengamme abgeben und von dort entsprechende Ersatzkräfte für die Hefefabrik bekommen würden, da das zur Zeit verfügbare Arbeitskräftematerial in Neuengamme sehr schlecht ist. Von den in Neuengamme befindlichen Häftlingen seien die meisten wegen Krankheit nicht einsatzfähig.“
Nach Kriegsende wurde Grimm verhaftet und im Rahmen der Dachauer Prozesse im Buchenwald-Hauptprozess mit 30 weiteren Beschuldigten angeklagt. Grimm wurde beschuldigt, alliierte Gefangene misshandelt und zudem eine Namensliste von arbeitsunfähigen Häftlingen zwecks Tötung angelegt zu haben. Am 14. August 1947 wurde Grimm zum Tode durch den Strang verurteilt. Das Urteil wurde später in lebenslange Haft umgewandelt. Grimm wurde am 12. Februar 1954 aus dem Kriegsverbrechergefängnis Landsberg entlassen und starb nach einem unauffälligen Leben im April 1984 in Bayreuth.